# Take That Live 2015
Take That Live 2015 (auch bekannt als III Tour) war die neunte Konzert-Tournee der englischen Band Take That, anlässlich ihres siebten Studioalbums I I I. Auftakt der Tour war am 27. April 2015 in der SSE Hydro Arena in Glasgow, Schottland, wo noch weitere vier Konzerte stattfanden. Ihren Abschluss fand die Tournee am 13. Oktober in Mailand, Italien.

## Hintergrund
Die ursprünglichen Termine wurden am 8. November 2014 bekannt gegeben. Alle Konzerte (über 400 000 Tickets) waren unmittelbar nach Verkaufsbeginn ausverkauft, einige davon ausschließlich durch Vorbestellungen. Aufgrund dieser enormen Nachfrage wurden der Tournee nachträglich mehrere Termine hinzugefügt. Am 26. Januar 2015 wurde angekündigt, dass Take That auch einige Konzerte auf dem europäischen Festland spielen würden. Es war die erste Tournee der Band seit Progress Live (2011) und zugleich ihre erste Tour als Trio, nachdem Robbie Williams (2012) und Jason Orange (2014) die Band verlassen hatten.

## Vorprogramm
Großbritannien
- Ella Henderson (außer 15. und 16. Mai)
- Lawson (15. und 16. Mai)

Deutschland
- Nessi (Hamburg, Köln, Stuttgart)
- Emin (München, Berlin)

## Songliste
1. „Opening (Interlude)“
2. „I Like It“
3. „Love Love“
4. „Greatest Day“
5. „Get Ready For It“
6. „Hold Up a Light“
7. „Patience“
8. „Prelude“
9. „The Garden“
10. „Up All Night“
11. „Said It All“
12. „Could It Be Magic“
13. „Let In The Sun“
14. „Affirmation“
15. „The Flood“
16. „Flaws“
17. „Relight My Fire“
18. „Back for Good“
19. „Pray“
20. „Portrait“ (nur bei den Konzerten im Vereinigten Königreich)
21. „These Days“
22. „Rule the World“

Zugaben
1. „Shine“
2. „Never Forget“

## Tourdaten
| Datum                                       | Stadt      | Land        | Austragungsort              | Besucherzahl | Einnahmen (Brutto) |
| ------------------------------------------- | ---------- | ----------- | --------------------------- | ------------ | ------------------ |
| Etappe 1: Vereinigtes Königreich und Irland |            |             |                             |              |                    |
| 27. April 2015                              | Glasgow    | Schottland  | The SSE Hydro               | 49 283       | $5 285 250         |
| 28. April 2015                              | Glasgow    | Schottland  | The SSE Hydro               | 49 283       | $5 285 250         |
| 30. April 2015                              | Glasgow    | Schottland  | The SSE Hydro               | 49 283       | $5 285 250         |
| 1. Mai 2015                                 | Glasgow    | Schottland  | The SSE Hydro               | 49 283       | $5 285 250         |
| 2. Mai 2015                                 | Glasgow    | Schottland  | The SSE Hydro               | 49 283       | $5 285 250         |
| 4. Mai 2015                                 | Belfast    | Nordirland  | Odyssey Arena               |              |                    |
| 5. Mai 2015                                 | Belfast    | Nordirland  | Odyssey Arena               |              |                    |
| 8. Mai 2015                                 | Dublin     | Irland      | 3Arena                      |              |                    |
| 9. Mai 2015                                 | Dublin     | Irland      | 3Arena                      |              |                    |
| 11. Mai 2015                                | Birmingham | England     | Genting Arena               |              |                    |
| 12. Mai 2015                                | Birmingham | England     | Genting Arena               |              |                    |
| 14. Mai 2015                                | Birmingham | England     | Genting Arena               |              |                    |
| 15. Mai 2015                                | Birmingham | England     | Genting Arena               |              |                    |
| 16. Mai 2015                                | Birmingham | England     | Genting Arena               |              |                    |
| 18. Mai 2015                                | Newcastle  | England     | Metro Radio Arena           |              |                    |
| 19. Mai 2015                                | Newcastle  | England     | Metro Radio Arena           |              |                    |
| 21. Mai 2015                                | Manchester | England     | Manchester Arena            | 122 767      | $13 253 100        |
| 22. Mai 2015                                | Manchester | England     | Manchester Arena            | 122 767      | $13 253 100        |
| 23. Mai 2015                                | Manchester | England     | Manchester Arena            | 122 767      | $13 253 100        |
| 25. Mai 2015                                | Manchester | England     | Manchester Arena            | 122 767      | $13 253 100        |
| 26. Mai 2015                                | Manchester | England     | Manchester Arena            | 122 767      | $13 253 100        |
| 28. Mai 2015                                | Manchester | England     | Manchester Arena            | 122 767      | $13 253 100        |
| 29. Mai 2015                                | Manchester | England     | Manchester Arena            | 122 767      | $13 253 100        |
| 30. Mai 2015                                | Manchester | England     | Manchester Arena            | 122 767      | $13 253 100        |
| 1. Juni 2015                                | Sheffield  | England     | Motorpoint Arena Sheffield  |              |                    |
| 2. Juni 2015                                | Sheffield  | England     | Motorpoint Arena Sheffield  |              |                    |
| 4. Juni 2015                                | London     | England     | The O₂                      | 144 873      | $15 955 600        |
| 5. Juni 2015                                | London     | England     | The O₂                      | 144 873      | $15 955 600        |
| 6. Juni 2015                                | London     | England     | The O₂                      | 144 873      | $15 955 600        |
| 8. Juni 2015                                | London     | England     | The O₂                      | 144 873      | $15 955 600        |
| 9. Juni 2015                                | London     | England     | The O₂                      | 144 873      | $15 955 600        |
| 11. Juni 2015                               | London     | England     | The O₂                      | 144 873      | $15 955 600        |
| 12. Juni 2015                               | London     | England     | The O₂                      | 144 873      | $15 955 600        |
| 13. Juni 2015                               | London     | England     | The O₂                      | 144 873      | $15 955 600        |
| 15. Juni 2015                               | London     | England     | The O₂                      | 144 873      | $15 955 600        |
| 18. Juni 2015                               | Manchester | England     | Manchester Arena            | s. o.        | s. o.              |
| 19. Juni 2015                               | London     | England     | The O₂                      | s. o.        | s. o.              |
| 22. Juni 2015                               | Birmingham | England     | Genting Arena               |              |                    |
| 23. Juni 2015                               | Birmingham | England     | Genting Arena               |              |                    |
| 24. Juni 2015                               | Sheffield  | England     | Motorpoint Arena Sheffield  |              |                    |
| 26. Juni 2015                               | Newcastle  | England     | Metro Radio Arena           |              |                    |
| Etappe 2: Europa (Festland)                 |            |             |                             |              |                    |
| 1. Oktober 2015                             | Herning    | Dänemark    | Jyske Bank Boxen            |              |                    |
| 2. Oktober 2015                             | Hamburg    | Deutschland | O₂ World                    | 10 000       |                    |
| 4. Oktober 2015                             | Köln       | Deutschland | Lanxess Arena               |              |                    |
| 5. Oktober 2015                             | München    | Deutschland | Olympiahalle                |              |                    |
| 7. Oktober 2015                             | Amsterdam  | Niederlande | Ziggo Dome                  |              |                    |
| 8. Oktober 2015                             | Berlin     | Deutschland | Velodrom                    |              |                    |
| 9. Oktober 2015                             | Wien       | Österreich  | Gasometer Wien              |              |                    |
| 11. Oktober 2015                            | Stuttgart  | Deutschland | Hanns-Martin-Schleyer-Halle |              |                    |
| 12. Oktober 2015                            | Zürich     | Schweiz     | Hallenstadion               |              |                    |
| 13. Oktober 2015                            | Mailand    | Italien     | Mediolanum Forum            |              |                    |
| Gesamt                                      |            |             |                             |              |                    |

## Kritik
Die Tournee wurde von der Kritik vielfach gewürdigt, mehrfach wurde sie als bislang spektakulärste Show überhaupt gelobt, verglichen sowohl mit weiteren aktuellen Shows als auch mit den anderen Konzerttourneen der Pop-Gruppe selbst, die ohnehin als größter britischer Live-Act aller Zeiten bekannt ist. Nach 42 Shows in 14 Städten ordnete sie das Fachmagazin Pollstar mit bis dahin 60,8 Millionen US-Dollar Brutto-Einnahmen und einer Besucherzahl von 558 156 auf Platz 6 ihrer Top 100 der weltweiten Tourneen ein (Halbjahresliste 2015).

## Übertragung und DVD-Veröffentlichung
Am 12. Mai 2015 wurde angekündigt, dass die Show vom 19. Juni in der O₂-Arena in London aufgezeichnet und als Konzertfilm aufbereitet werden würde. Das Konzert wurde außerdem in über 20 Ländern weltweit, zum Teil live, im Kino übertragen. Ein Trailer von gut einer Minute wurde auf dem YouTube-Kanal und der Homepage der Gruppe veröffentlicht. In diesem Trailer wurde Material aus bereits gelaufenen Konzerten der Tour mit Behind-The-Scenes-Material aus der Progress Live Produktion zusammengeschnitten. Am 16. Oktober 2015 brachte die Band eine neue Single („Hey Boy“) heraus. Hiermit wurde auch die Veröffentlichung der Live-Aufnahmen als DVD zusammen mit einer aktualisierten und um vier Songs ergänzten Version des Albums unter dem Namen „I I I – 2015 Edition“ angekündigt und zur Vorbestellung freigegeben.